# Schwarzbrust-Bergtangare
Die Schwarzbrust-Bergtangare (Cnemathraupis eximia, Syn.Buthraupis eximia) ist eine Vogelart aus der Familie der Tangaren (Thraupidae). Die Art hat ein großes Verbreitungsgebiet, welches die südamerikanischen Länder Venezuela, Kolumbien, Ecuador und Peru umfasst. Der Bestand wird von der IUCN als nicht gefährdet (Least Concern) eingeschätzt.

## Merkmale

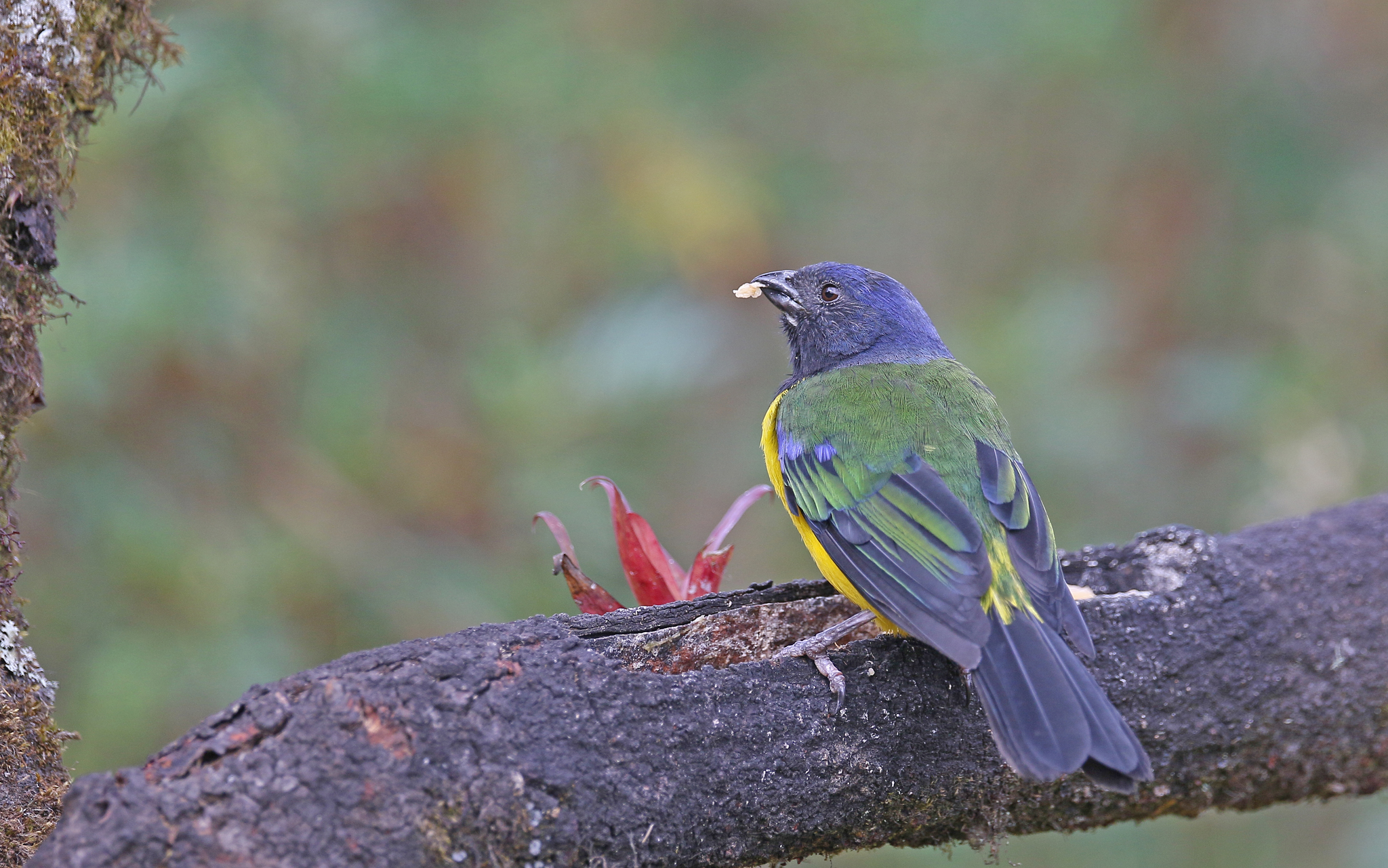
Schwarzbrust-Bergtangare

Die Schwarzbrust-Bergtangare erreicht eine Körperlänge von etwa 21 bis 22 Zentimetern bei einem Gewicht von ca. 63 Gramm. Der Schnabel ist kurz und dick. Dabei hat sie dunkle Augen. Die Krone, der Nacken und der Bürzel sind dunkelblau. Den Rücken ziert ein kräftiges Moosgrün. Die Flügel und der Schwanz sind schwarz. Die kleinen Armdecken sind blau. Die restlichen Flügeldecken und die inneren Flügelfedern sind deutlich moosgrün umrandet. Die Seite des Kopfes, die Kehle und der Brustkorb sind schwarz, welche von Brust bis zum Bauch goldgelb wird. An den hat sie gelbe Oberschenkelbüschel.

## Verbreitung und Lebensraum
Die Art kommt relativ häufig an moosüberwachsenen und feuchten Bergwäldern in Höhen zwischen 2800 und 3300 Metern vor. Hier kann man sie an Waldrändern und typischen Krummholzzonen beobachten. Man sieht sie eigentlich nie in offenem Gelände.

## Verhalten
Sie bewegt sich vorwiegend in den kalten, klammen Wäldern nahe der Baumgrenze. Meist zieht sie in Gruppen von drei bis sechs Tieren in weitreichenden Gebieten umher. Bei der Nahrungsaufnahme sieht man sie zusammen mit Artgenossen, aber auch in gemischten Scharen. Sie fliegt in die oberen Strata, wo sie schwerfällig auf den von Moos bewachsenen Ästen herumspringen und sich langsam nach unten arbeitet. Bevorzugte Nahrung sind die Früchte der Bäume. Im Vergleich zu anderen Bergtangaren verhält sie sich eher unauffällig.

## Unterarten
Es sind vier Unterarten beschrieben, die sich vor allem in ihrer Färbung und ihrem Verbreitungsgebiet unterscheiden:
- Cnemathraupis eximia eximia (Boissonneau, 1840)[2] – Nominatform, Gemäßigte Zonen der Ostanden Kolumbiens bis ins südliche Táchira in Venezuela.
- Cnemathraupis eximia zimmeri Moore, RT, 1934[3] – Bürzel im Gegensatz zur Nominatform kressegrün. Die gelbe Unterseite ist etwas dunkler als in der Nominatform. Heimat sind die gemäßigten Zonen der westlichen und zentralen Anden Kolumbiens. Hier kommt sie im Nationalpark Paramillo, und nahe den Gemeinden Santa Isabel und Almaguer vor.
- Cnemathraupis eximia cyanocalyptra Moore, RT, 1934[4] – Ähnelt am meisten C. e. chloronota ist jedoch etwas kleiner. Das Schwarze der Maske und der Kehle zieht sich weiter nach hinten als in C. e. chloronota. Präsent in den Provinzen Morona Santiago, Zamora Chinchipe Loja in Ecuador. In Peru kommt sie an den Osthängen der Anden nördlich und westlich des Marañón-Tales vor.
- Cnemathraupis eximia chloronota Sclater, PL, 1855[5] – Merklich größer in allen anatomischen Bereichen als alle anderen Unterarten. Im Gegensatz zur Nominatform grüner Bürzel. Präsent in den feuchte bis gemäßigten Zonen an den Westhängen des nördlichen Teils der Anden Ecuadors.

Manche Autoren sehen in der 1974 von Blake & Hocking beschriebenen Goldrücken-Bergtangare (Cnemathraupis aureodorsalis) eine weitere Unterart. Die morphologischen Unterschiede sprechen aber gegen diese Einordnung.

## Etymologie und Forschungsgeschichte
Die Erstbeschreibung der Schwarzbrust-Bergtangare erfolgte 1840 durch Auguste Boissonneau unter dem Namen Tanagra (gros-bec) eximia. Das Typusexemplar stammte aus einer Lieferung aus Santa Fé de Bogotá. 1919 führte Thomas Edward Penard die neue Gattung Cnemathraupis für die Schwarzbrust-Bergtangare ein. Das Wort Cnemathraupis leitet sich vom griechischen Wort κνημα, κνηματος, κναω cnēma, cnēmatos, cnaō für „Kamm, kratzen“ und θραυπις thraupis für „ein kleiner unbekannter Vogel, vermutlich ein Fink“ ab. Der Artname eximia leitet sich vom lateinischen eximius, eximere,  emere für ausgewählt, ausgezeichnet, mitnehmen, kaufen ab. Chloronota ist ein griechisches Wortgebilde aus χλωρος chlōros für „grün“ und -νωτος, νωτον -nōtos, nōton für „-rückig, Rücken“, cyanocalyptra aus κυανος cyanos für „dunkel blau“ und καλυπτρα calyptra für „Schleier, Kopfbedeckung“. Zimmeri ist John Todd Zimmer gewidmet.